# Hornisgrinde
Hornisgrinde es el nombre de un monte en el estado federado de Baden-Wurtemberg en el sur de Alemania. Con una altura de 1164 m s. n. m. es el monte más alto de la Selva Negra Septentrional.

Hornisgrinde
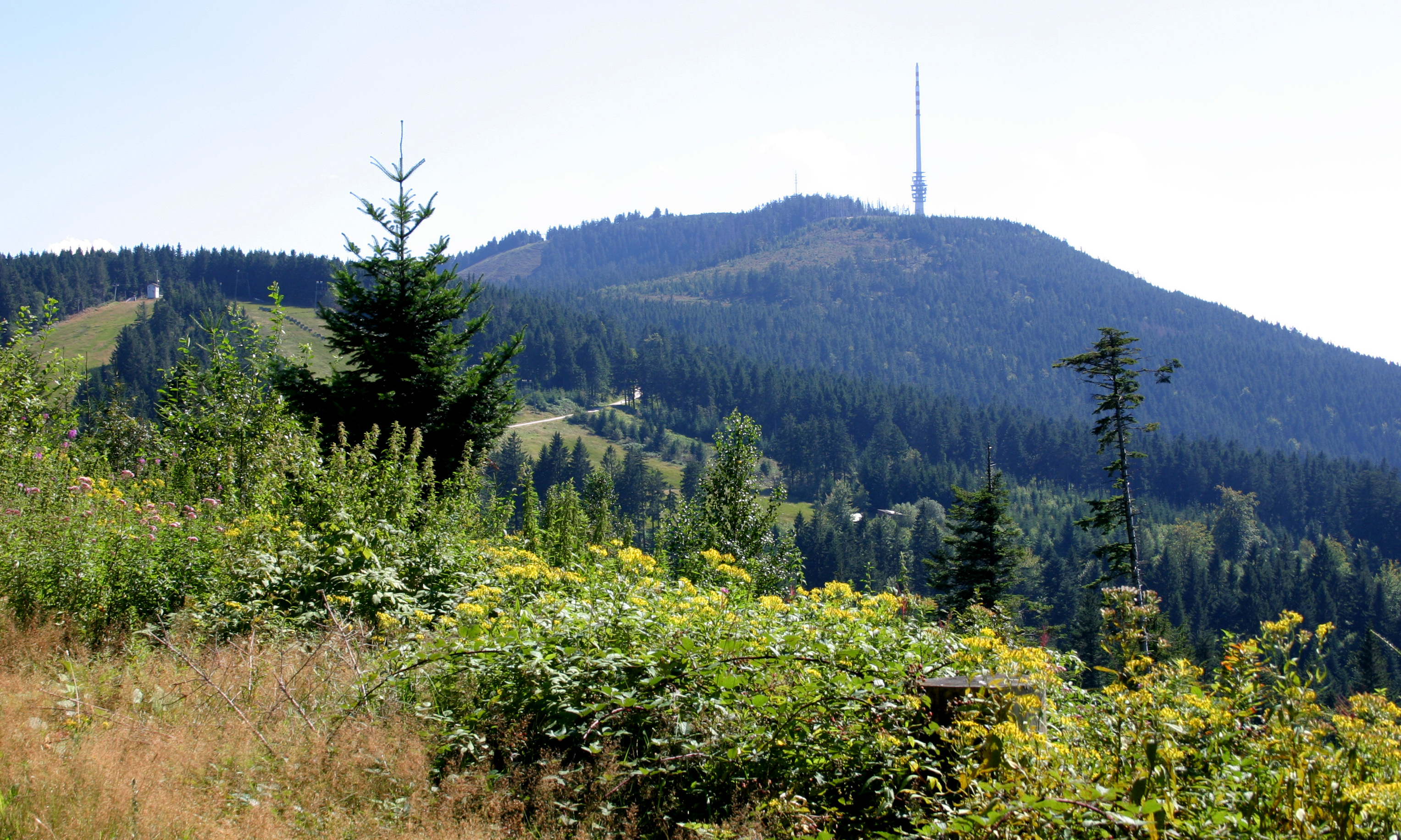
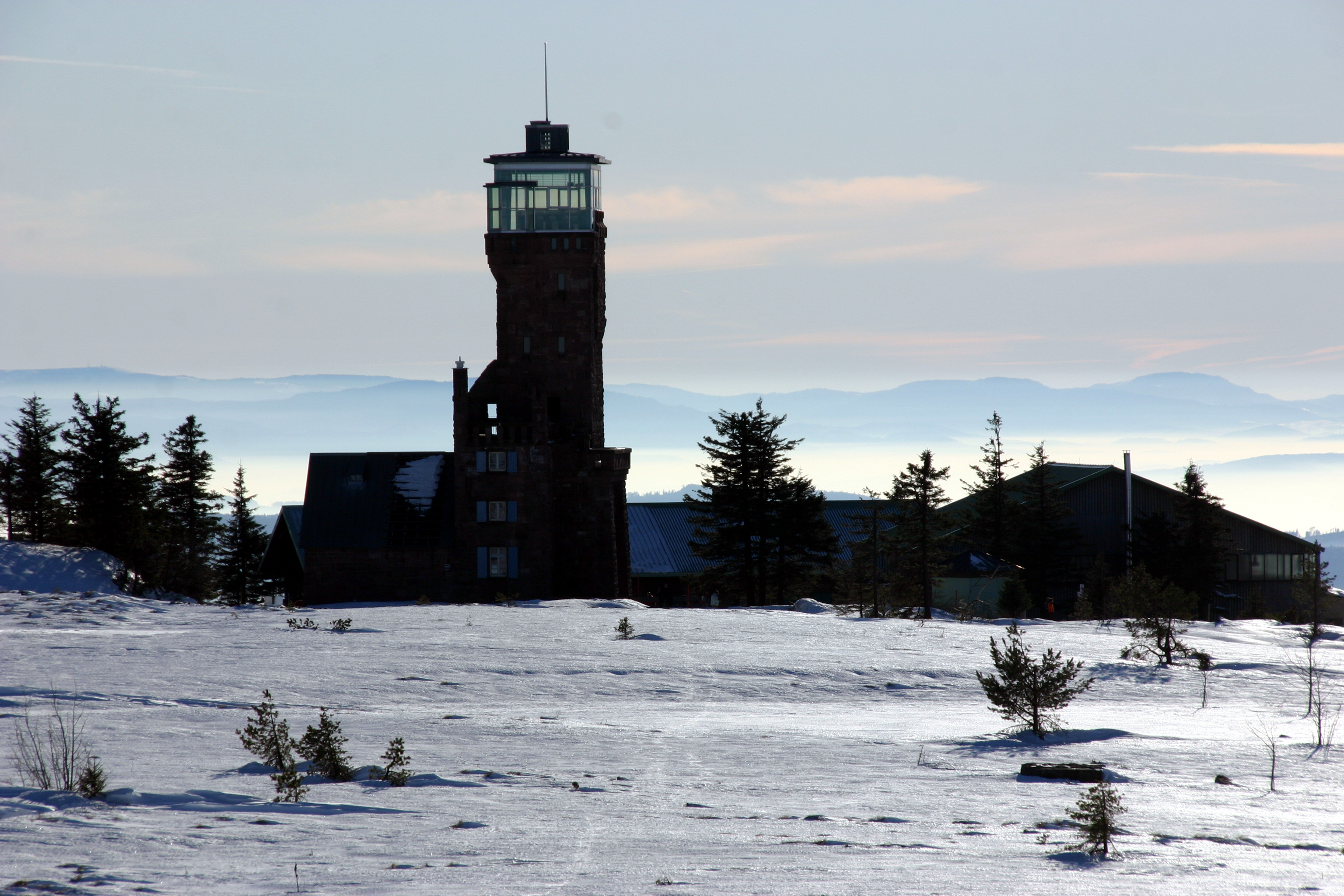
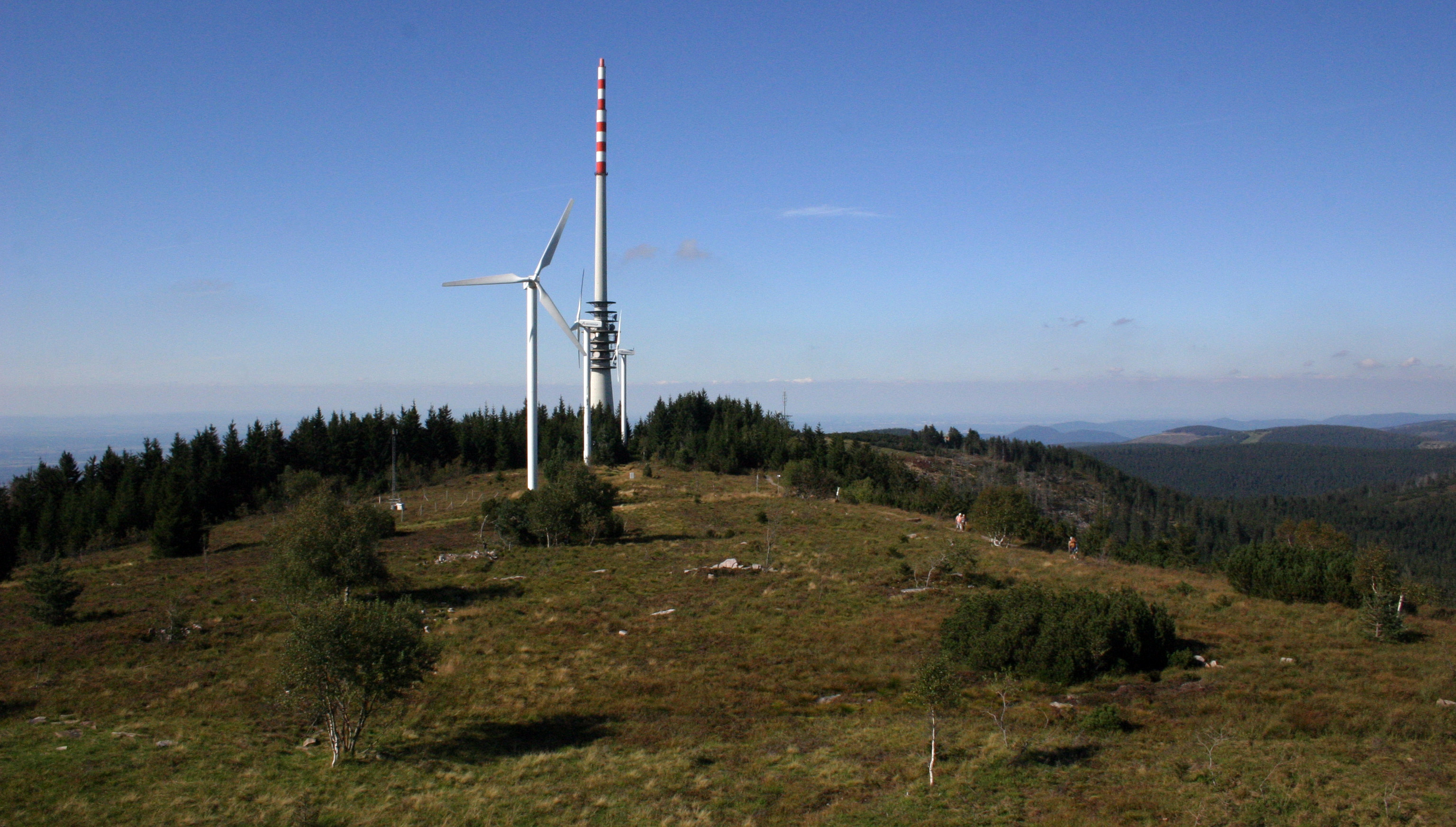
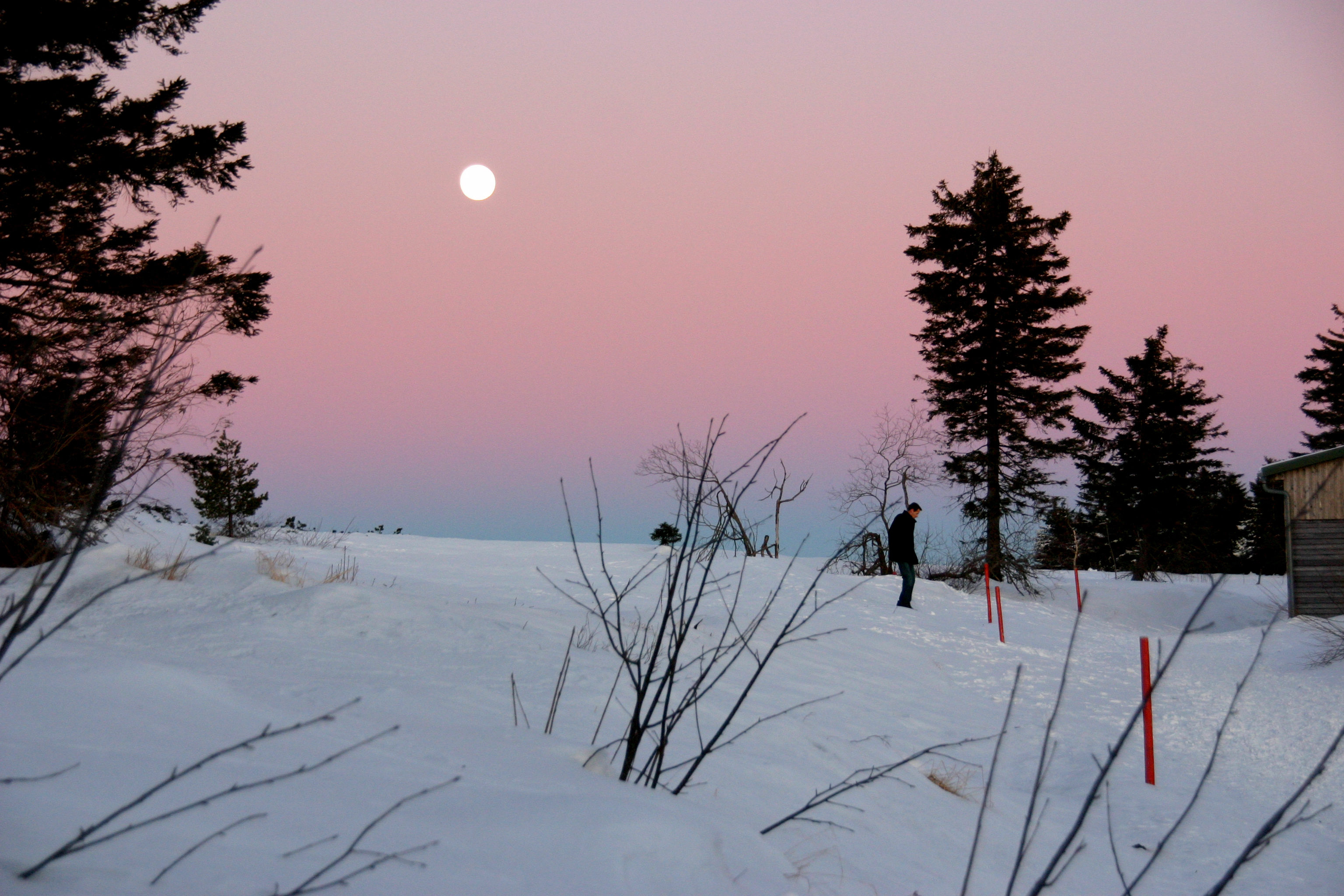
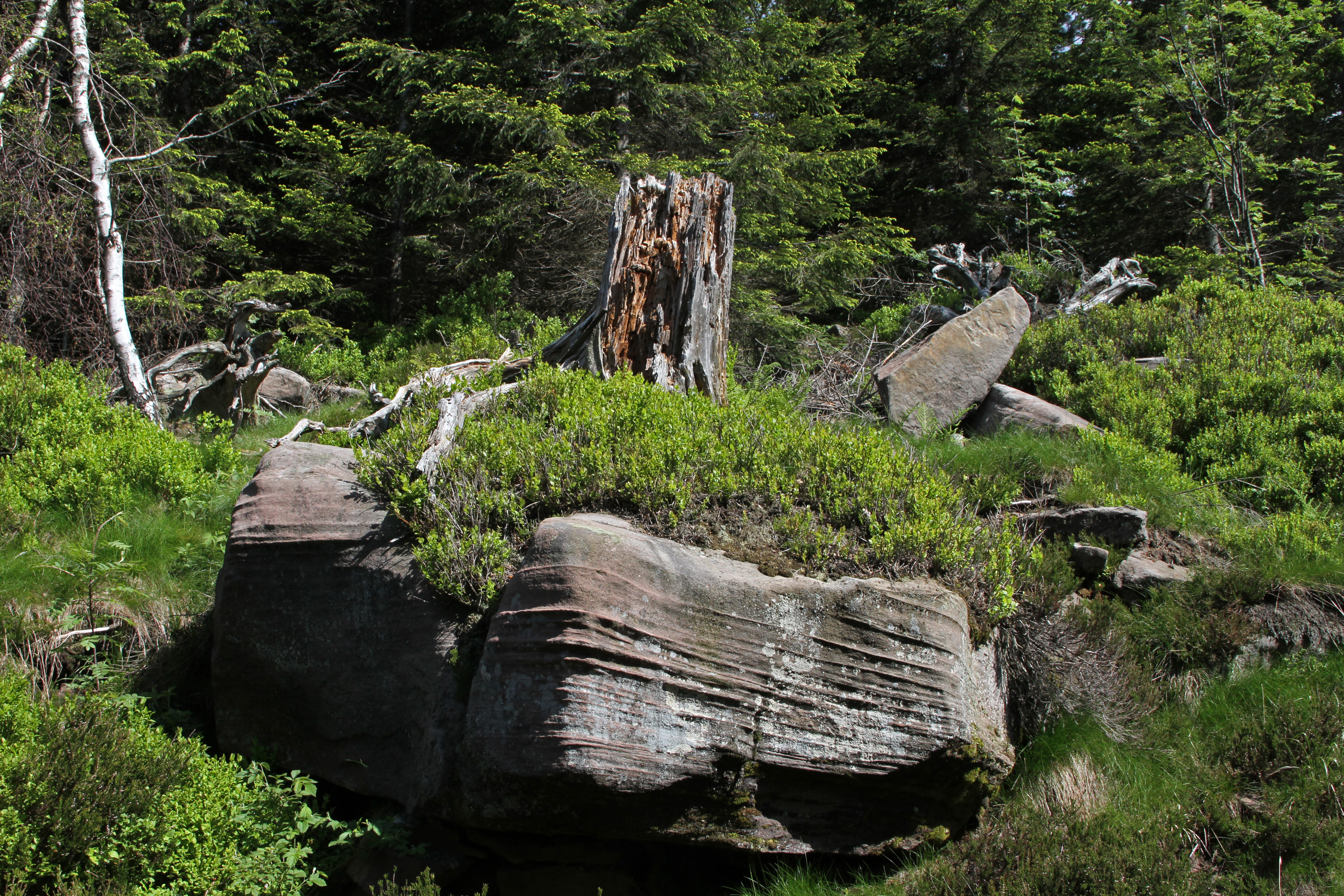
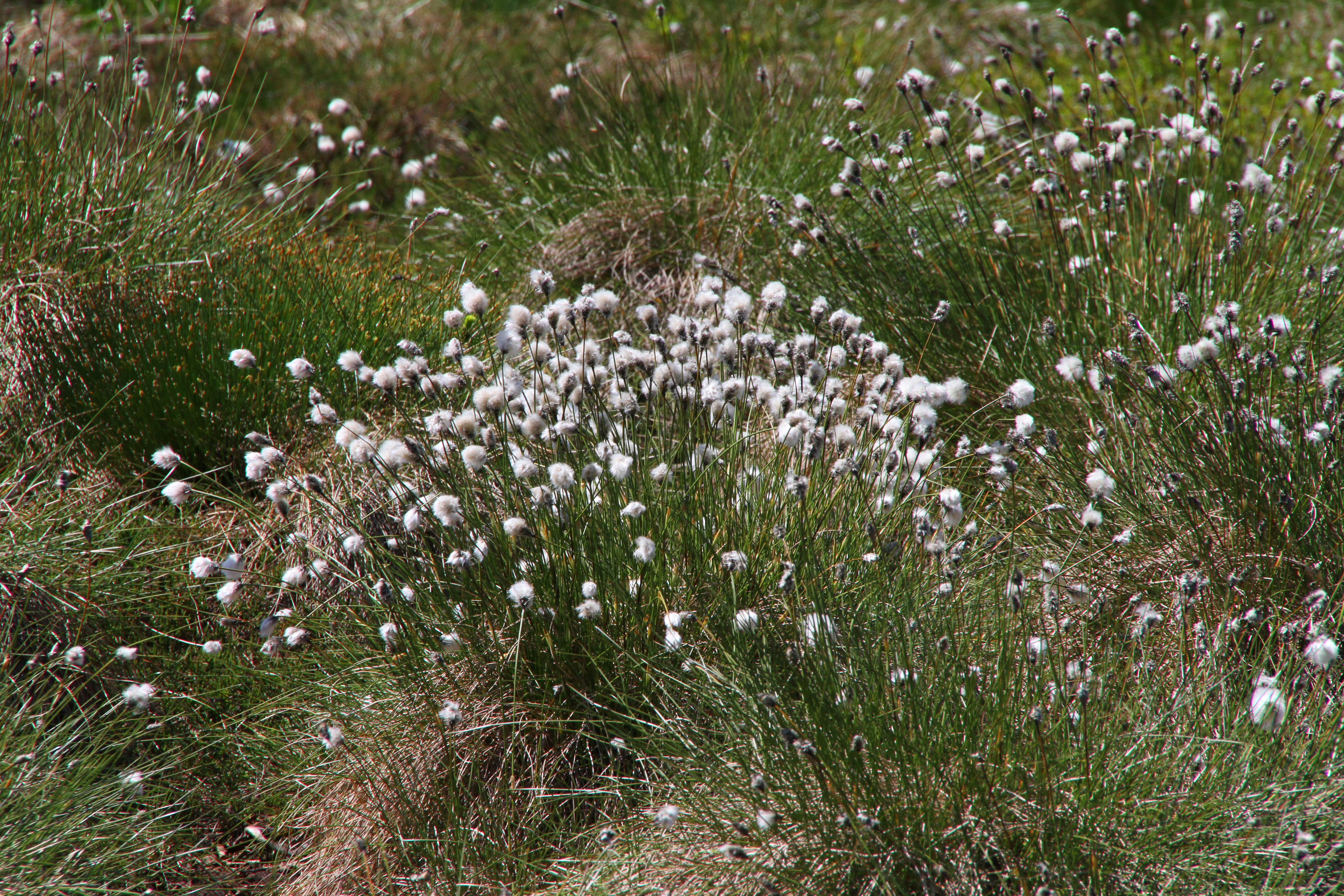
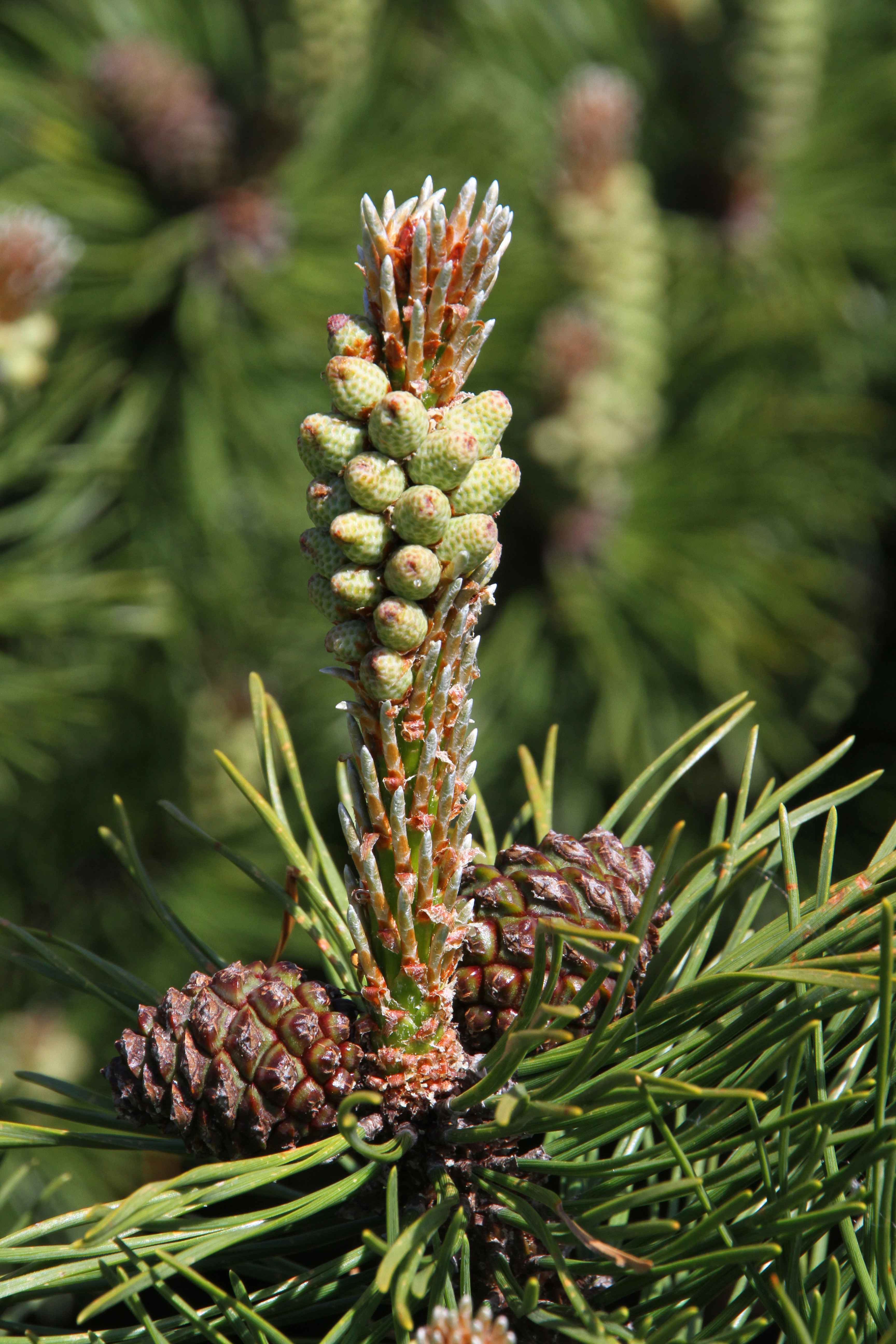
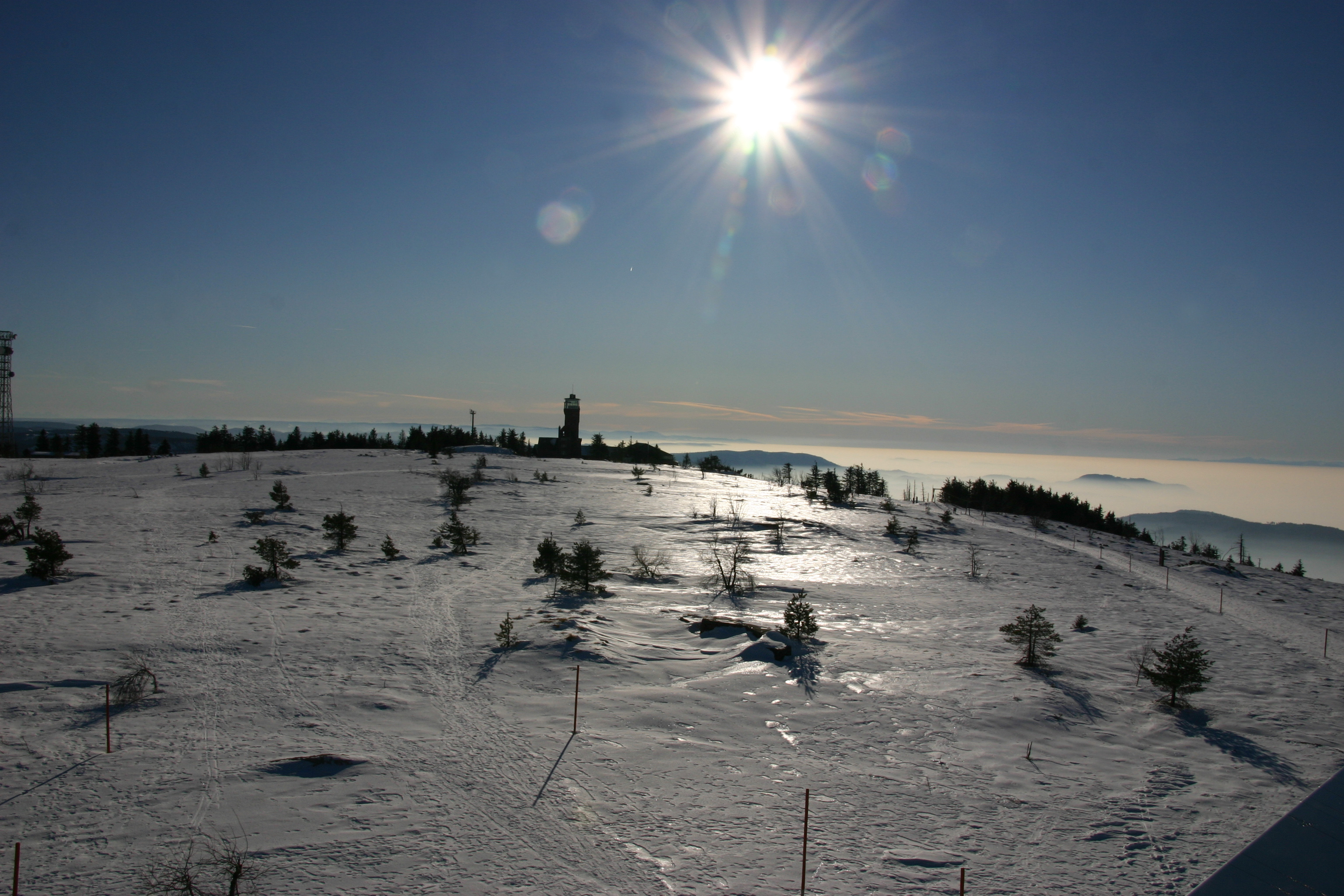
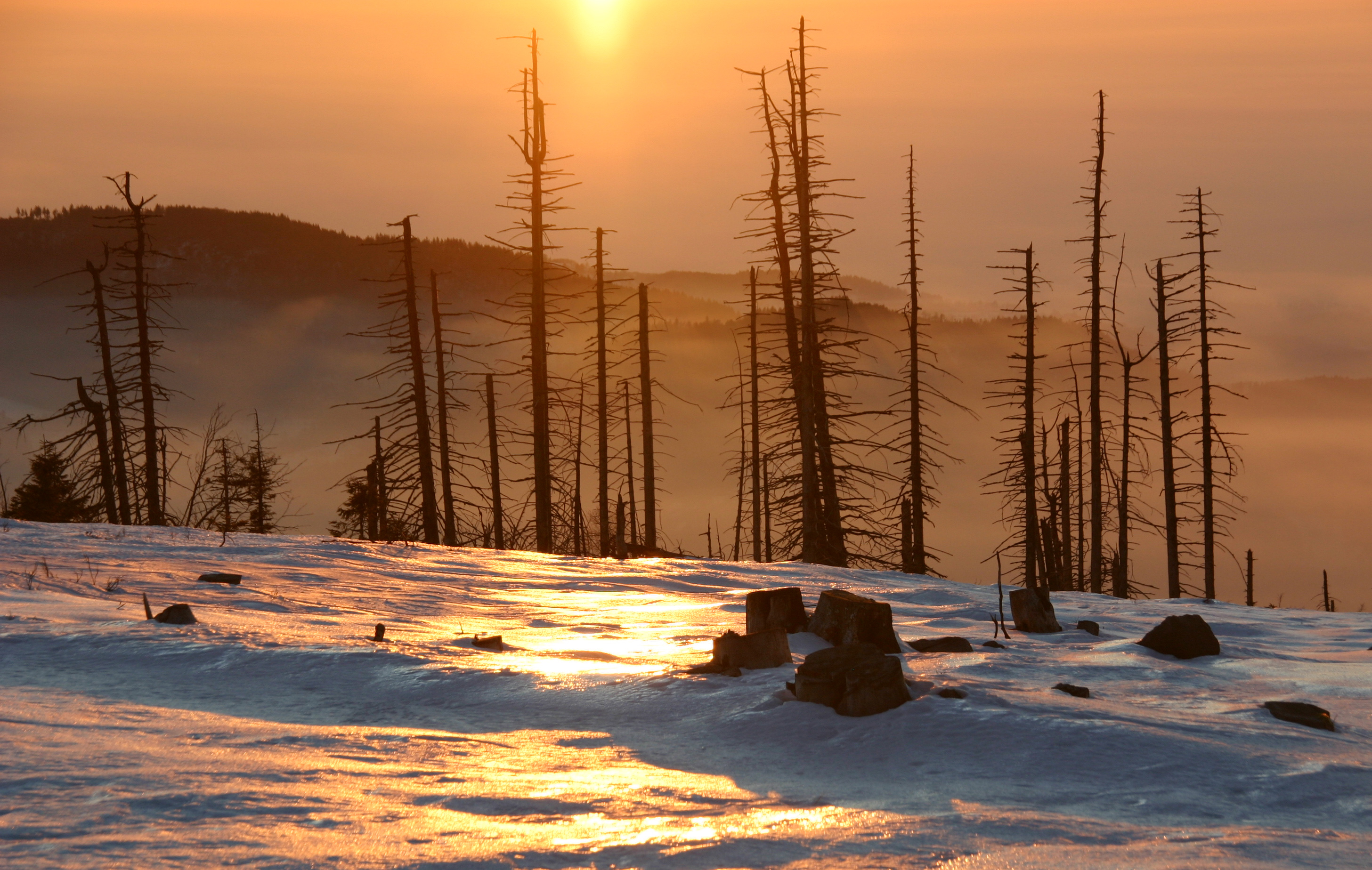
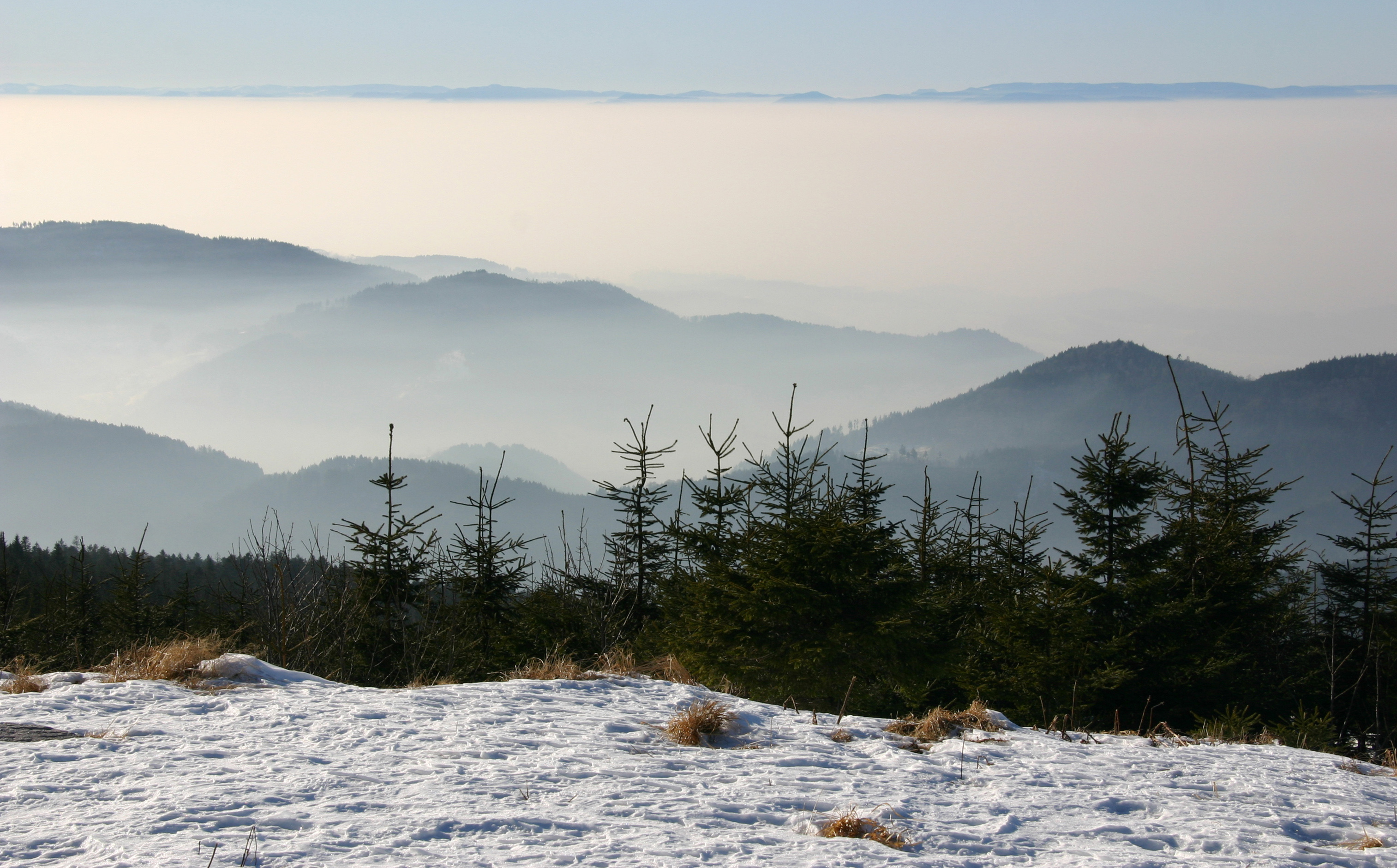

## Enlaces
- Wikimedia Commons alberga una categoría multimedia sobre Hornisgrinde.

- Datos: Q650402
- Multimedia: Hornisgrinde / Q650402